# هالي (ملك)

هالي، أو ها-لي-ئي، كان الملكالأشوري الثامن عشر وفقا لقائمة ملوك آشور الذي ذكر فيها أنه الثاني من أصل عشرة في القسم الخاص بالملوك المعروفين الأب'" والذي سمي بقائمة ملوك الأسلاف. وكثيرا ما تم تفسيره على أنها قائمة أسلاف الملك الأموريشمشي أدد الأول الذي غزا مدينة آشور. وتذكر قائمة الملوك أنه ابن وخليفة الملك أبياشال. وأنه والد سماني الذي خلفه في الحكم.